# Kanton Clausthal
Der Kanton Clausthal war eine Verwaltungseinheit im Distrikt Osterode des Departements des Harzes im napoleonischen Königreich Westphalen. Hauptort des Kantons und Sitz des Friedensgerichts war Clausthal im heutigen niedersächsischen Landkreis Goslar. Das Gebiet des Kantons umfasste 6 Orte im heutigen Land Niedersachsen.
Zum Kanton gehörten die Ortschaften:

- Clausthal
- Altenau
- Buntenbock
- Camschlacken
- Lerbach
- Riefensbeek